# Эвест, Фёдор Леонтьевич
 Фёдор Леонтьевич Эвест  (1774—1809) — доктор медицины, адъюнкт химии и материи-медики в Казанском университете.

## Биография
Родился в Москве. Его отец, подданный одного из немецких государств, в середине XVIII века переехал в Россию и поступил на русскую службу.
Получил первоначальное домашнее образование, а затем в 1790—1794 годах обучался фармации у московского аптекаря Биндгейма. В 1798 году поступил в Московскую университетскую гимназию, откуда вскоре был переведён на медицинский факультет Московского университета, в котором обучался «всем частям врачебного искусства». В 1801 году, по окончании университетского курса, он был отправлен «для усовершенствования в практике» в Петербургскую медико-хирургическую академию.
В 1804 году по поручению министерства внутренних дел, уехал в Липецк для исследования местных минеральных вод. Собранным здесь обширным материалом он воспользовался для составления диссертации : «Dissertatio inauguralis chemico-therapeutica de aquis martialibus Lipezkiensibus» (M., 1805), которую защитил 26 апреля 1805 года и 21 ноября был удостоен Московским университетом степени доктора медицины. В конце этого же года, по рекомендации попечителя Московского учебного округа, М. Н. Муравьева, Эвест был назначен адъюнктом в Императорский Казанский университет по кафедре химии и материи-медики. С февраля 1806 года и по сентябрь 1807 года он состоял также инспектором университетской гимназии.
Умер 25 ноября (7 декабря) 1809 года.